# Olaf Stapledon
William Olaf Stapledon (Poulton-cum-Seacombe, 10 maggio 1886 – Caldy, 6 settembre 1950) è stato uno scrittore e filosofo britannico, che con le sue opere letterarie contribuì grandemente allo sviluppo del genere fantascientifico nel Novecento.
Concetti che oggi sono parte integrante della fantascienza – ingegneria genetica, terraformazione, imperi galattici, menti collettive, sfere di Dyson sono solo alcuni di questi – possono essere fatti risalire in sostanza alle sue due opere Infinito e Il costruttore di stelle, seppure possono esserci stati riferimenti passeggeri ad alcuni di essi nella fantascienza precedente.
Molte delle opere di Stapledon presentano la tensione tra le aspirazioni più nobili degli esseri intelligenti e i loro istinti animaleschi e violenti. In genere la sua narrativa espone gli avvenimenti in modo distaccato ed impersonale, dando una visione d'insieme di grande ampiezza ma dissolvendo il senso dell'individualità.

## Biografia
Olaf Stapledon nacque nel 1886 a Poulton-cum-Seacombe, nella penisola di Wirral presso Liverpool, ma passò l'infanzia nei pressi del canale di Suez. Studiò al Balliol College a Oxford, dove conseguì il Master of Arts; dopo un anno di insegnamento alla Grammar School di Manchester, trovò quindi lavoro in un'agenzia di navigazione a Liverpool, continuando ad insegnare di sera presso l'Associazione Educativa dei Lavoratori. 
Durante la prima guerra mondiale prestò servizio per tre anni in Francia e Belgio, nell'associazione di soccorso Friends' Ambulance Unit. Nel 1919 sposò l'australiana Agnes Miller, da cui avrebbe avuto due figli, quindi – dopo essersi trasferito nel 1920 a West Kirby – tornò all'università laureandosi in filosofia e psicologia nel 1925 a Liverpool.
Nel 1929 pubblicò il saggio A Modern Theory of Ethics, ma presto decise di dedicarsi alla narrativa perché le sue idee potessero raggiungere un pubblico più vasto. Il successo del suo primo romanzo, Infinito (Last and First Men, 1930), lo spinse a diventare uno scrittore a tempo pieno. Nel 1940 si trasferì con la famiglia a Caldy, nella penisola di Wirral.
Nel secondo dopoguerra Stapledon viaggiò molto, visitando Paesi Bassi, Svezia e Francia per tenere delle conferenze. Nel 1948 partecipò al Congresso degli Intellettuali per la Pace che si tenne a Breslavia, in Polonia e nel 1949 fu l'unico britannico a cui fu concesso il visto per partecipare alla Conferenza sulla Pace nel Mondo a New York. Nel 1950 entrò a far parte del movimento anti-Apartheid. Morì quello stesso anno, a casa sua, di un attacco cardiaco.

### Idee politiche e filosofiche
Stapledon conobbe il socialismo anteriormente alla prima guerra mondiale e ne rimase un sostenitore fino a poco prima della sua morte. Le sue idee politiche, oltre ad essere esposte in saggi come Waking World e New Hope for Britain, influenzarono le sue opere di narrativa come Il costruttore di stelle, in cui solo le civiltà che superano la divisione in nazioni e la soggezione della scienza all'industria possono sopravvivere e progredire. 
Stapledon era un agnostico e non amava le istituzioni religiose, anche se condivideva molti valori della religione: riteneva che il progresso dell'umanità potesse essere raggiunto solo attraverso lo sviluppo dello «spirito» – da lui inteso come espressione dell'intelligenza, della coscienza, dell'amore e della creatività – che può aver luogo solo quando l'individuo è all'interno della comunità.

## Opere

### Narrativa
- Infinito (Last and First Men: A Story of the Near and Far Future, 1930)
- Last Men in London (1932)
- Q.I. 10000 (Odd John: A Story Between Jest and Earnest, 1935)
- Il costruttore di stelle (Star Maker, 1937), trad. di Paola Campioli, Prefazione di Carlo Pagetti, Collana La Ginestra n.144, Milano, Longanesi, 1975; Urania Collezione n.256, Milano, Mondadori, 2024; nuova ed. a cura di Vittorio Severini, Landscape Books, 2021, ISBN 979-12-802-4323-2.
- Le tenebre e la luce (Darkness and the Light, 1942), trad. di Denis Protti, Landscape Books, 2024, ISBN 979-12-802-4393-5.
- Old Man in New World (racconto, 1944)
- Sirius (Sirius: A Fantasy of Love and Discord, 1944), trad. di Giampaolo Cossato e Sandro Sandrelli, Presentazione di Giuseppe Caimmi, Armenia, 1982; Milano, Nord, 1996; Jouvence, 2021.
- Morte nella vita (Death into Life, 1946), trad. di Alessio Severo, Passerino Editore, 2024, ASIN B0D5TQ9JJ9; FdBooks, 2024, ASIN B0D7SSBL1R (edizioni ebook); FdBooks, 2024, ASIN B0D7SSBL1R (edizione cartacea)
- Creature di fiamma (The Flames: A Fantasy, 1947), trad. di S. Brambilla, Introduzione di Carlo Pagetti, Ledizioni, 2021, ISBN 978-88-552-6399-3.
- A Man Divided (1950)
- Four Encounters (1976)
- Nebula Maker (l'abbozzo de Il Costruttore di Stelle, 1976)
- East is West (postumo, 1979)

### Saggi
- A Modern Theory of Ethics (1929)
- Waking World (1934)
- Saints and Revolutionaries (1939)
- New Hope for Britain (1939)
- Philosophy and Living, 2 volumi (1939)
- Beyond the "Isms" (1942)
- Seven Pillars of Peace (1944)
- Youth and Tomorrow (1946)
- The Opening of the Eyes (edito da Agnes Z. Stapledon, 1954)

### Altro
- Letter-Day Psalms (poesie rivoluzionarie, 1914)